# Тіна Шоєр-Ларсен
Тіна Шоєр-Ларсен (дан. Tine Scheuer-Larsen, нар. 13 березня 1966) — колишня данська тенісистка.
Здобула сім парних титулів туру WTA, кілька одиночних і парних титулів туру ITF.
Найвищу одиночну позицію світового рейтингу — 34 місце досягла 29 вересня 1986, парну — 14 місце — 10 жовтня 1988 року.
Завершила кар'єру 1995 року.
Шоєр-Ларсен є однією з трьох тенісисток, які виграли золотий сет — сет без втрати жодного пункту. Це сталося на Fed Cup 1995, у поєдинку з Mmaphala Letsatle (6–0, 6–0).

## Фінали турнірів WTA

### Одиночний розряд (1 поразка)
| Результат | Ранг | Дата     | Турнір       | Покриття | Опонент      | Рахунок  |
| --------- | ---- | -------- | ------------ | -------- | ------------ | -------- |
| Поразка   | 1.   | Кві 1986 | Чарлстон, US | Ґрунт    | Еліз Берджін | 1–6, 3–6 |

### Парний розряд (7-7)
| Результат | Ранг | Дата     | Турнір                               | Покриття  | Партнер            | Опоненти                          | Рахунок       |
| --------- | ---- | -------- | ------------------------------------ | --------- | ------------------ | --------------------------------- | ------------- |
| Поразка   | 1.   | Жов 1985 | Porsche Tennis Grand Prix, Німеччина | Тверде    | Каріна Карлссон    | Гана Мандлікова Пем Шрайвер       | 2–6, 1–6      |
| Поразка   | 2.   | Лип 1986 | Gastein Ladies, Австрія              | Ґрунт     | Сабрина Голеш      | Петра Губер Петра Кеппелер        | 2–6, 4–6      |
| Поразка   | 3.   | Жов 1986 | Гілверсум, Нідерланди                | Килим (i) | Катрін Танв'є      | Кеті Джордан Гелена Сукова        | 5–7, 1–6      |
| Поразка   | 4.   | Жов 1986 | Брайтон, England                     | Килим     | Катрін Танв'є      | Штеффі Граф Гелена Сукова         | 4–6, 4–6      |
| Перемога  | 5.   | Кві 1987 | Чарлстон, US                         | Ґрунт     | Лаура Аррая        | Мерседес Пас Кенді Рейнолдс       | 6–4, 6–4      |
| Поразка   | 6.   | Тра 1987 | German Open, Німеччина               | Ckay      | Катаріна Ліндквіст | Клаудія Коде-Кільш Гелена Сукова  | 1–6, 2–6      |
| Перемога  | 7.   | Сер 1987 | Swedish Open, Швеція                 | Ґрунт     | Пенні Барг         | Сандра Чеккіні Патрісія Тарабіні  | 6–1, 6–2      |
| Поразка   | 8.   | Жов 1987 | Брайтон, England                     | Килим (i) | Катрін Танв'є      | Кеті Джордан Гелена Сукова        | 5–7, 1–6      |
| Поразка   | 9.   | Лют 1988 | Оклагома-Сіті, US                    | Тверде    | Катаріна Ліндквіст | Яна Новотна Катрін Сюїр           | 4–6, 4–6      |
| Перемога  | 10.  | Лип 1988 | Брюссель, Бельгія                    | Ґрунт     | Мерседес Пас       | Катарина Малеєва Раффаелла Реджі  | 7–6, 6–1      |
| Перемога  | 11.  | Лип 1988 | Гамбург, Німеччина                   | Ґрунт     | Яна Новотна        | Андреа Бецнер Юдіт Візнер         | 6–4, 6–2      |
| Перемога  | 12.  | Кві 1989 | Barcelona Ladies Open, Іспанія       | Ґрунт     | Яна Новотна        | Аранча Санчес Вікаріо Юдіт Візнер | 6–2, 2–6, 7–6 |
| Перемога  | 13.  | Лип 1989 | Swedish Open, Швеція                 | Ґрунт     | Мерседес Пас       | Сабрина Голеш Катарина Малеєва    | 6–2, 7–5      |
| Перемога  | 14.  | Лип 1990 | Swedish Open, Швеція                 | Ґрунт     | Мерседес Пас       | Карін Баккум Ніколь Ягерман       | 6–3, 6–7, 6–2 |

## Фінали ITF

### Одиночний розряд (6–0)
| Легенда         |
| --------------- |
| Турніри $10,000 |

| Результат | Ранг | Дата            | Турнір                           | Покриття | Опонент             | Рахунок  |
| --------- | ---- | --------------- | -------------------------------- | -------- | ------------------- | -------- |
| Перемога  | 1.   | 22 серпня 1983  | Герне, Західна Німеччина         | Ґрунт    | Андреа Бецнер       | 6–2, 6–2 |
| Перемога  | 2.   | 5 вересня 1983  | Bad Hersf, Західна Німеччина     | Ґрунт    | Stina Almgren       | 6–0, 6–1 |
| Перемога  | 3.   | 12 вересня 1983 | Дахау (місто), Західна Німеччина | Ґрунт    | Anne-Marie Ruegg    | 7–5, 6–1 |
| Перемога  | 4.   | 19 вересня 1983 | Роттвайль, Західна Німеччина     | Ґрунт    | Патріція Мурго      | 6–3, 6–4 |
| Перемога  | 5.   | 5 грудня 1983   | Стокгольм, Швеція                | Ґрунт    | Гезер Кроу          | 6–1, 6–3 |
| Перемога  | 6.   | 13 лютого 1989  | Hørsholm, Данія                  | Килим    | Amy Jönsson Raaholt | 6–0, 6–3 |

### Парний розряд (4–2)
| Результат | Ранг | Дата           | Турнір                       | Покриття  | Партнер         | Опоненти                            | Рахунок  |
| --------- | ---- | -------------- | ---------------------------- | --------- | --------------- | ----------------------------------- | -------- |
| Перемога  | 1.   | 4 квітня 1983  | Казерта, Італія              | Ґрунт     | Гелена Олссон   | Анна Луале Леа Піхова               | 6–2, 6–3 |
| Поразка   | 2.   | 22 серпня 1983 | Герне, Західна Німеччина     | Ґрунт     | Марія Ліндстрем | Беріт Б'єрк Karin Schultz           | 4–6, 3–6 |
| Поразка   | 3.   | 5 вересня 1983 | Bad Hersf, Західна Німеччина | Ґрунт     | Марія Ліндстрем | Karin Schultz Міммі Вікстедт        | 0–6, 5–7 |
| Перемога  | 4.   | 17 жовтня 1983 | Ашкелон, Ізраїль             | Тверде    | Марія Ліндстрем | Rafeket Benjamini Orly Bialostocky  | 6–0, 6–3 |
| Перемога  | 5.   | 13 лютого 1989 | Hørsholm, Данія              | Килим     | Lone Vandborg   | Вінченца Прокаччі Anne-Marie Walson | 6–1, 7–5 |
| Перемога  | 6.   | 9 лютого 1992  | Hørsholm, Данія              | Килим (i) | Софі Альбінус   | Katrien de Craemer Нансі Фебер      | 6–3, 6–4 |